# 木村利三郎
木村 利三郎（きむら りさぶろう、1924年10月13日 - 2014年5月17日）は、日本の画家、版画家。ニューヨークで活動し、都市を主題とした作品群を多く手掛けた。

## 来歴
神奈川県横須賀市出身。1947年神奈川師範学校（現・横浜国立大学）卒業。国語教師を経て法政大学文学部哲学科に学び、谷川徹三に師事。美術評論家を志して久保貞次郎の創造美育運動に関わり、靉嘔、池田満寿夫らと知り合う。
その後は画家に転じて、1964年に渡米。マンハッタンにアトリエを構え、シルクスクリーンの作品を発表した。

## 参考
- 神奈川新聞　生きざまに思いはせ　米拠点に半世紀活動　画家・木村利三郎さん追悼展